# Siphonogorgia rugosa
Siphonogorgia rugosa is een zachte koraalsoort uit de familie Nidaliidae. De koraalsoort komt uit het geslacht Siphonogorgia. Siphonogorgia rugosa werd in 1928 voor het eerst wetenschappelijk beschreven door Chalmers. 